# Lacići
Lacići  je naselje u Hrvatskoj, regiji Slavoniji u Osječko-baranjskoj županiji i pripada općini Magadenovac.

## Zemljopisni položaj
Lacići se nalaze na 94 metara nadmorske visine u nizini istočnohrvatske ravnice. Selo se nalazi uz županijsku cestu ŽC4031 Koška D2 - Magadenovac D53. Susjedna naselja: zapadno Beničanci, sjeverno Šljivoševci, sjevernozapadno Magadenovac, sjeveroistočno Brezovica naselje u susjednoj općini Marijanci. Južno od naselja nalazi se šumski kompleks bogat naftno- plinskim bušotinama. Pripadajući poštanski broj je 31542 Magadenovac, telefonski pozivni 031 i registarska pločica vozila NA (Našice). Površina katastarske jedinice naselja Lacići je 33,67 km·102.

## Stanovništvo
| broj stanovnika | 915   | 854   | 869   | 936   | 929   | 923   | 834   | 922   | 884   | 862   | 832   | 627   | 537   | 466   | 408   | 351   | 320   |
|                 | 1857. | 1869. | 1880. | 1890. | 1900. | 1910. | 1921. | 1931. | 1948. | 1953. | 1961. | 1971. | 1981. | 1991. | 2001. | 2011. | 2021. |

## Crkva
U selu se nalazi rimokatolička crkva Sv. Karla Boromejskog koja pripada katoličkoj župi Sv. Grgura Velikog Pape u Šljivoševcima i donjomiholjačkom dekanatu Đakovačko-osječke nadbiskupije. Crkveni god ili kirvaj slavi se 4. studenog.

## Obrazovanje i školstvo
U selu se nalazi škola do četvrtog razreda koja radi u sklopu Osnovne škole Matija Gubec u Magadenovcu.

## Šport
Nogometni klub Viktorija Lacići natječe se u sklopu 2. ŽNL NS Valpovo - NS D. Miholjac. Klub je osnovan 1934.

## Ostalo
- Dobrovoljno vatrogasno društvo Lacići, osnovano 1934.
- Kulturno-športska udruga "Sveti Rok" Lacići
- "Udruga žena Lacići" Lacići
- Udruga Mladih "Pink Panther" Lacići

## Vanjska poveznica
- http://www.magadenovac.hr/
- http://os-mgubec-magadenovac.skole.hr/  Arhivirana inačica izvorne stranice od 1. veljače 2014. (Wayback Machine)